# Under Stars
Under Stars – czwarty studyjny album Amy Macdonald, wydany 17 lutego 2017 roku nakładem wytwórni Melodramatic oraz Mercury Records. Pierwszym singlem promującym krążek został utwór „Dream On”. Album zadebiutował na drugim miejscu UK Albums Chart, stając się czwartym albumem Amy w top 10 w tym kraju. W Polsce płyta uplasowała się na 39 pozycji notowania OLiS.

## Lista utworów
| Nr  | Tytuł utworu        | Autorzy                                 | Produkcja                             | Długość |
| --- | ------------------- | --------------------------------------- | ------------------------------------- | ------- |
| 1.  | „Dream On”          | Amy Macdonald, Ben Parker, James Sims   | Andrew Britton, Mikey Rowe, Ash Howes | 3:19    |
| 2.  | „Under Stars”       | Macdonald, Parker, Sims                 | Cameron Blackwood, Tim Bran, Roy Kerr | 3:41    |
| 3.  | „Automatic”         | Macdonald, Parker, Sims                 | Blackwood, Bran, Kerr                 | 3:16    |
| 4.  | „Down By the Water” | Macdonald, Parker, Sims                 | Bran, Kerr, Parker, Sims              | 3:27    |
| 5.  | „Leap of Faith”     | Macdonald                               | Blackwood, Bran, Kerr                 | 3:03    |
| 6.  | „Never Too Late”    | Macdonald, Adam Falkner, Shannon Harris | Blackwood, Bran, Kerr                 | 4:06    |
| 7.  | „The Rise & Fall”   | Macdonald, Parker, Sims                 | Britton, Rowe                         | 3:13    |
| 8.  | „Feed My Fire”      | Macdonald, Parker, Sims                 | Blackwood, Bran, Kerr                 | 3:15    |
| 9.  | „The Contender”     | Macdonald, Parker, Sims                 | Blackwood                             | 4:28    |
| 10. | „Prepare to Fall”   | Macdonald                               | Blackwood                             | 3:31    |
| 11. | „From the Ashes”    | Macdonald, Parker, Sims                 | Bran, Kerr                            | 3:36    |
|     |                     |                                         |                                       | 38:55   |

## Notowania
| Lista przebojów (2017)           | Najwyższa pozycja |
| -------------------------------- | ----------------- |
| Austria (Ö3 Austria Top 40)      | 4                 |
| Belgia (Ultratop Flandria)       | 21                |
| Belgia (Ultratop Walonia)        | 18                |
| Francja (SNEP)                   | 110               |
| Hiszpania (PROMUSICAE)           | 75                |
| Holandia (MegaCharts)            | 18                |
| Irlandia (IRMA)                  | 75                |
| Niemcy (Media Control Charts)    | 2                 |
| Polska (ZPAV)                    | 39                |
| Szkocja (OCC)                    | 2                 |
| Szwajcaria (Schweizer Hitparade) | 1                 |
| Wielka Brytania (OCC)            | 2                 |